# Asistencia de Emergencia al Trabajo y la Producción
La Asistencia de Emergencia al Trabajo y la Producción (ATP) fue un programa del gobierno argentino que brindó beneficios para que las empresas nacionales pudieran abonar los sueldos de sus empleados durante la emergencia debido a la pandemia de COVID-19. Mediante este programa el estado abonaba una parte del salario de 2 millones de trabajadores del sector privado nacional.

## Historia
El programa de Asistencia de Emergencia al Trabajo y la Producción fue creado el 1 de abril de 2020 mediante el Decreto 332/2020 y modificado luego por el Decreto 376/2020.
En mayo se agregaron nuevos requisitos para las empresas que quieran participar del programa, quedando prohibidas la distribución de utilidades  y la adquisición de títulos en pesos para su posterior venta en moneda extranjera durante un período de dos años.
El programa finalizó a fines de 2020. Fue reemplazado por el programa de Recuperación Productiva II (Repro II), creado por la resolución 938/2020 de noviembre de ese año. Este nuevo programa solo aplica para aquellas empresas con variación interanual negativa en su facturación.

## Beneficios
Mediante este programa las empresas pueden acceder a uno o más de estos beneficios:
- Postergación o reducción de hasta el 95% del pago de las contribuciones patronales al sistema previsional
- Salario complementario abonado por el Estado Nacional
- Crédito a tasa cero para monotributistas y autónomos